# Saint-Pierre-Église
Saint-Pierre-Église ist eine französische Gemeinde im Département Manche in der Region Normandie. Sie gehört zum Arrondissement Cherbourg und zum Kanton Val-de-Saire. Die Bewohner werden die „Saint-Pierrais“ (weiblich auch: „Saint-Pierraises“) genannt.

## Geographie
Die Gemeinde ist 8,06 Quadratkilometer groß und liegt auf 4 bis 138 m Meereshöhe etwa 13 Kilometer nordwestlich von Cherbourg an der Departementsstraße 901. Sie hat 1797 Einwohner (Stand 1. Januar 2022).

## Geschichte
Im Zweiten Weltkrieg (1939–1945) errichteten die deutschen Besatzer 1940 eine Radarstation, zu deren Einrichtung 7000 Kubikmeter Beton und 250 Tonnen Stahl verwendet wurden. Das Wachhäuschen, der Kommandoposten und ein Blockhaus, das einen Generator beherbergte, sind erhalten geblieben, können aber nicht besichtigt werden, da sich das Gelände im Privatbesitz befindet. Zwei Kilometer südlich davon, auf dem Mont Etolan befand sich ein Elektrizitätswerk.

## Sehenswürdigkeiten

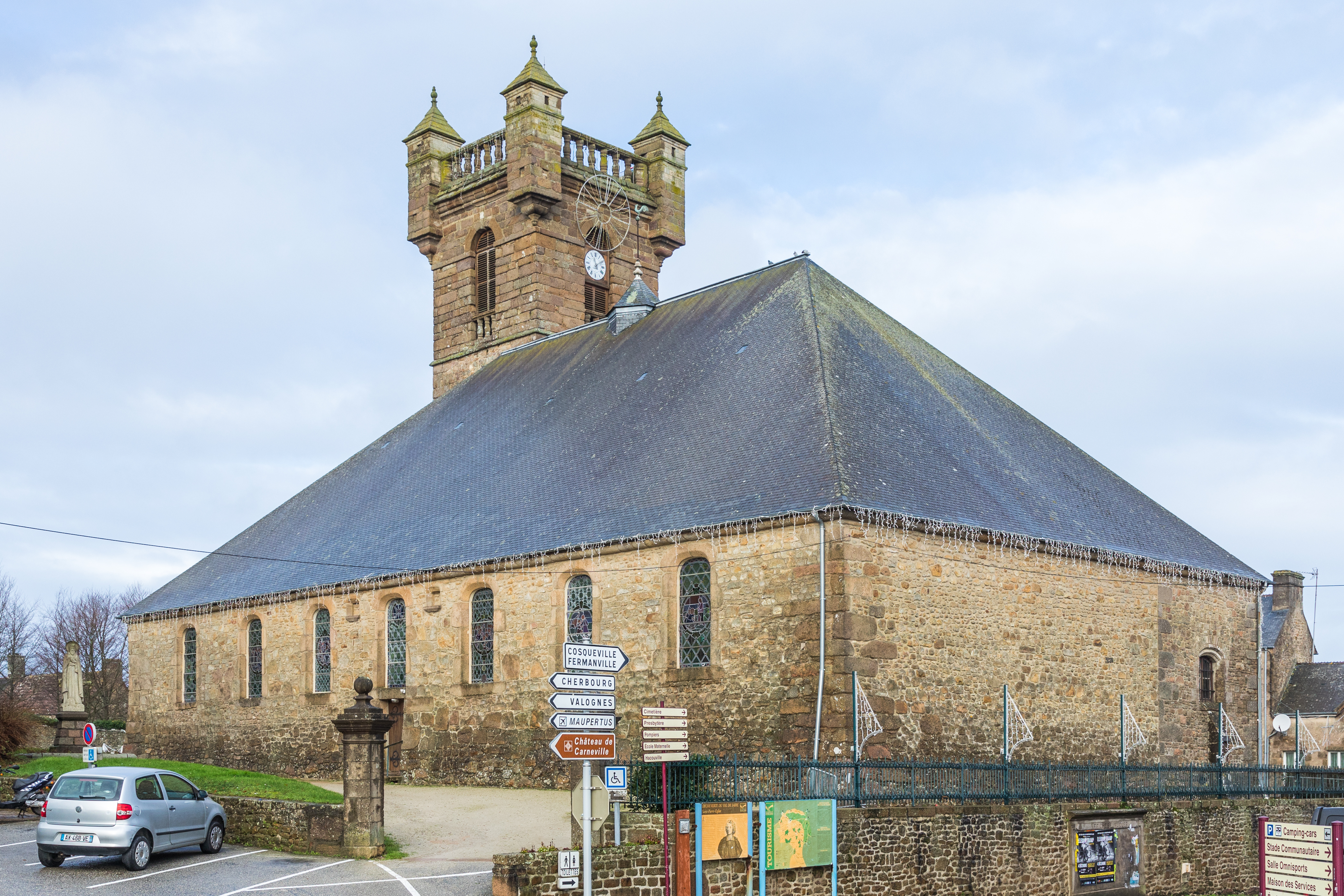
Kirche Notre-Dame du Val de Saire

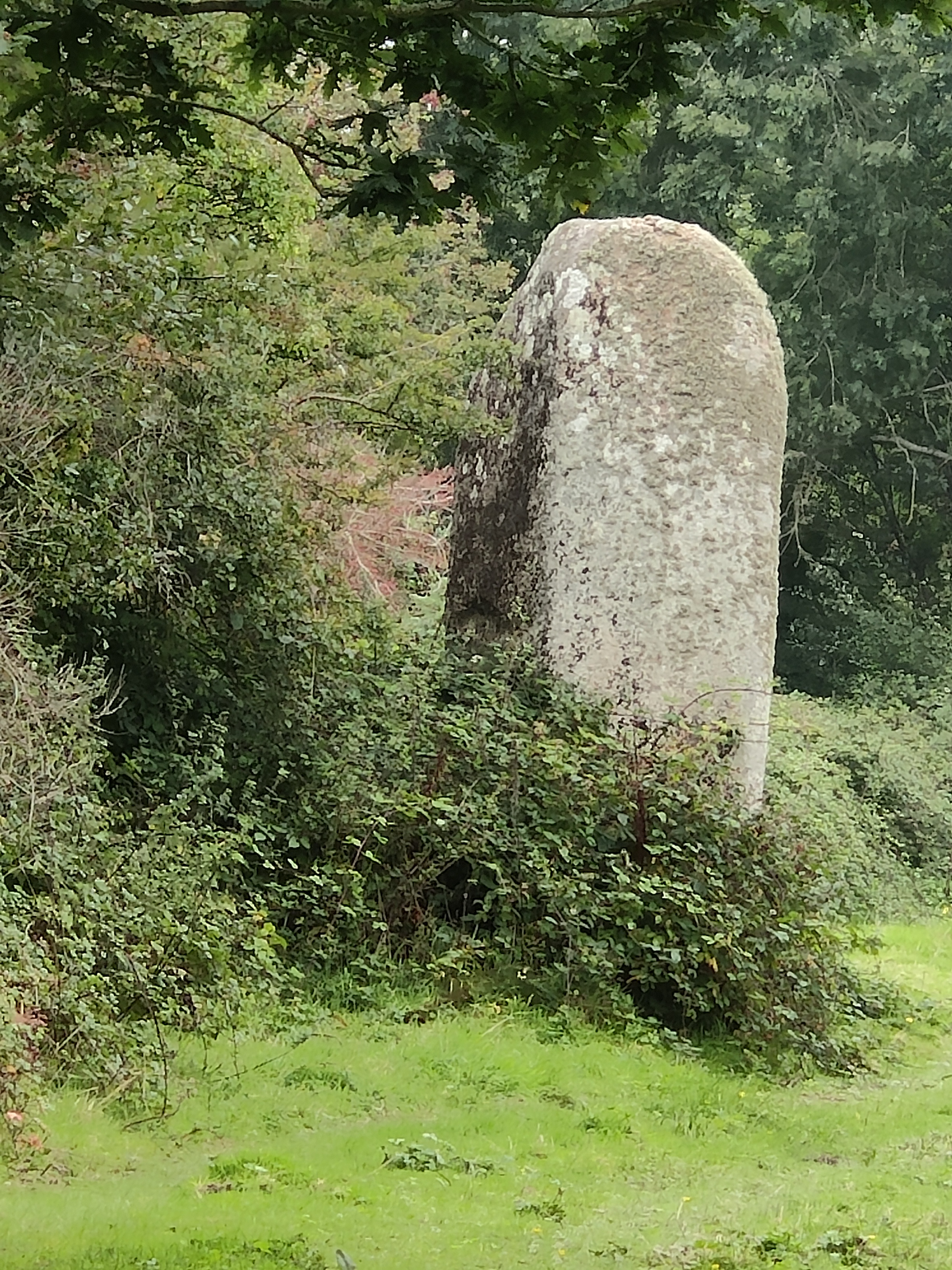
La Longue Pierre

- Pfarrkirche „Notre-Dame du Val de Saire“, romanisches Portal (12./13. Jahrhundert), Kirchenschiff des 17. Jahrhunderts (Tonnengewölbe), Turm der gleichen Zeit mit Plattform, Balustrade und vier Ecktürmchen, Altar von 1824
- Chapelle des Augustines  (19./20. Jahrhundert)
- Neuzeitliche Statue des Abbé de Saint-Pierre (auf dem Platz bei der Kirche)
- Grotte d'Hacouville (1876)
- Château (Schloss), in den Religionskriegen zerstört, im 18. Jahrhundert wiederaufgebaut
- Hôtel Michel de Beauval (17./18. Jahrhundert)
- Menhir La Longue Pierre, einer der sogenannten „drei Prinzessinnen“ („Les trois princesses“)

## Persönlichkeiten
- Charles Irénée Castel de Saint-Pierre, auch: Abbé de Saint-Pierre; katholischer Geistlicher und Philosoph (Aufklärer), hier 1658 geboren, † 1743 in Paris